# 長谷村 (大分県)
長谷村（ながたにむら）は、大分県大野郡にあった村。現在の豊後大野市の一部にあたる。

## 地理
大野川支流・柴北川の流域一帯に位置していた。

## 歴史
- 1889年（明治22年）4月1日、町村制の施行により、大野郡黒松村、山内村、栗ヶ畑村、長畑村、柴北村、高津原村が合併して村制施行し、長谷村が発足[1][2]。旧村名を継承した黒松、山内、栗ヶ畑、長畑、柴北、高津原の6大字を編成[2]。
- 1955年（昭和30年）3月28日、大野郡犬飼町、戸上村と合併し、犬飼町が存続して廃止された[1][2]。

## 産業
- 農業[2]